# Fanerofyt
Fanerofyt (též phanerofyt) je podle Raunkiærova systému jednou z životních forem rostlin.
Jde o rostliny, jejichž pupeny nebo obnovené výhony se nacházejí nad povrchem půdy a jsou tak vystaveny vnějším podmínkám, například mrazu či suchu. Tento termín pochází z ekologické klasifikace rostlin podle Raunkiærova systému životních forem.
Fanerofyty zahrnují například stromy a keře, jejichž obnovovací pupeny jsou umístěny ve výšce nad 30 cm nad zemí. Typickým příkladem fanerofytů jsou dub, borovice nebo lípa. Tyto rostliny jsou většinou přizpůsobeny přežití v různých klimatických podmínkách díky ochranným mechanismům pupenů (například přítomnost ochranných šupin).